# Takumi Yamazaki
Takumi Yamazaki (山崎 たくみ Yamazaki Takumi?), nombre real Isao Yamazaki (山崎 功 Yamazaki Isao?), nacido el 14 de abril de 1964 en Tokio es un seiyū.

## Papeles importantes
- Mu de Aries en Saint Seiya (La Saga de Hades)
- Naobi/Yata en .hack//Roots
- Yata en .hack//G.U.
- Wiseman y Harald Hoerwick en .hack
- Archibald Grimms en Super Robot Wars Original Generations.
- Seiuchin en Kinnikuman Nisei.
- Roybea Loy en Gundam X.
- Ferio en Magic Knight Rayearth.
- Joe Hayakawa en Final Fantasy: Unlimited
- Isamu Alva Dyson en Macross Plus.
- Kunihiko Kimishima en s-CRY-ed.
- Tatsuhiko Shido en Nightwalker.
- Izawa en Ping Pong Club.
- George de Sand en G Gundam.
- Juromaru y Kageromaru en InuYasha.
- Pollito en el doblaje japonés de Cow and Chicken.
- Lemres en Puyo Puyo Fever 2.
- Emperor Peony Markt IX en Tales of the Abyss.
- Tilkis Barone en Tales of the Tempest.
- Leinors en Tales of Destiny (Remake de PS2).
- Joven Ocelot en Metal Gear Solid 3: Snake Eater y Metal Gear Solid: Portable Ops.
- Hanemaru en Flame of Recca.
- Conrad en Rune Soldier.
- Incognito en Hellsing.
- Doctor West en Demonbane.
- Nijima Haruo en Shijou Saikyou no Deshi Kenichi.
- Jillas en Slayers TRY.
- Kanjuro en One Piece.
- Tsuyoshi Tsukai en Shōnan Jun'ai Gumi.[1]
- Dera Mochimazzui en Tamako Market.[2]
- Kimetsu no Yaiba - Kasugai Garasu